# Puntería
Puntería è un singolo della cantante colombiana Shakira e della rapper statunitense Cardi B, pubblicato il 22 marzo 2024 come ottavo estratto dal dodicesimo album in studio di Shakira Las mujeres ya no lloran.
È stato premiato con due premi Lo Nuestro ed è stato candidato per quello alla canzone dell'anno.

## Antefatti e pubblicazione
Shakira e Cardi B si sono incontrate per la prima volta in occasione della Settimana della moda a Parigi. La rapper ha espresso la sua ammirazione per la cantante, definendo la collaborazione un «sogno».
Il 29 febbraio 2024 Puntería è stato annunciato come parte della lista tracce dell'LP Las mujeres ya no lloran. Il 16 marzo ne è stata diffusa un'anteprima attraverso il canale ufficiale WhatsApp di Shakira.

## Accoglienza
USA Today ha ritenuto Puntería la traccia di spicco dell'album, definendo la collaborazione un «duo potente». Billboard l'ha posizionata quinta nella classifica delle migliori canzoni del disco, elogiandone il «flow naturale» di Shakira e l'«inconfondibile spavalderia da bad girl» di Cardi B.

## Video musicale
Il video musicale, diretto da Hannah Lux Davis, è stato reso disponibile in concomitanza con l'uscita del brano attraverso il canale YouTube della cantante. È stato candidato per l'MTV Video Music Award al miglior video latino.

## Tracce
Testi e musiche di Shakira Mebarak, Belcalis Almánzar, Carlos Alberto Butter Aguila, Carolina Isabel Colón Juarbe, Daniela Blau, David Stewart, Jean C. Hernández Espinell, Mateo Dorado e Siggy Vázquez Rodriguez.
1. Puntería – 3:01

## Formazione
- Shakira – voce, produzione
- Cardi B – voce
- David Stewart – produzione
- Adam Ayan – mastering
- Dave Clauss – missaggio
- Josh Gudwin – missaggio

## Classifiche
| Classifica (2024) | Posizione massima |
| ----------------- | ----------------- |
| Argentina         | 61                |
| Belgio (Fiandre)  | 47                |
| Bielorussia       | 53                |
| Colombia          | 14                |
| El Salvador       | 9                 |
| Estonia           | 51                |
| Kazakistan        | 93                |
| Russia            | 42                |
| Spagna            | 37                |
| Stati Uniti       | 72                |
| Svizzera          | 62                |

## Date di pubblicazione
| Paese  | Data          | Formato                      | Etichetta       | Nota   |
| ------ | ------------- | ---------------------------- | --------------- | ------ |
| Mondo  | 22 marzo 2024 | Download digitale, streaming | Ace, Sony Latin | [ 16 ] |
| Italia | 29 marzo 2024 | Contemporary hit radio       | Sony Italy      | [ 17 ] |